# دموکراسی جکسونی

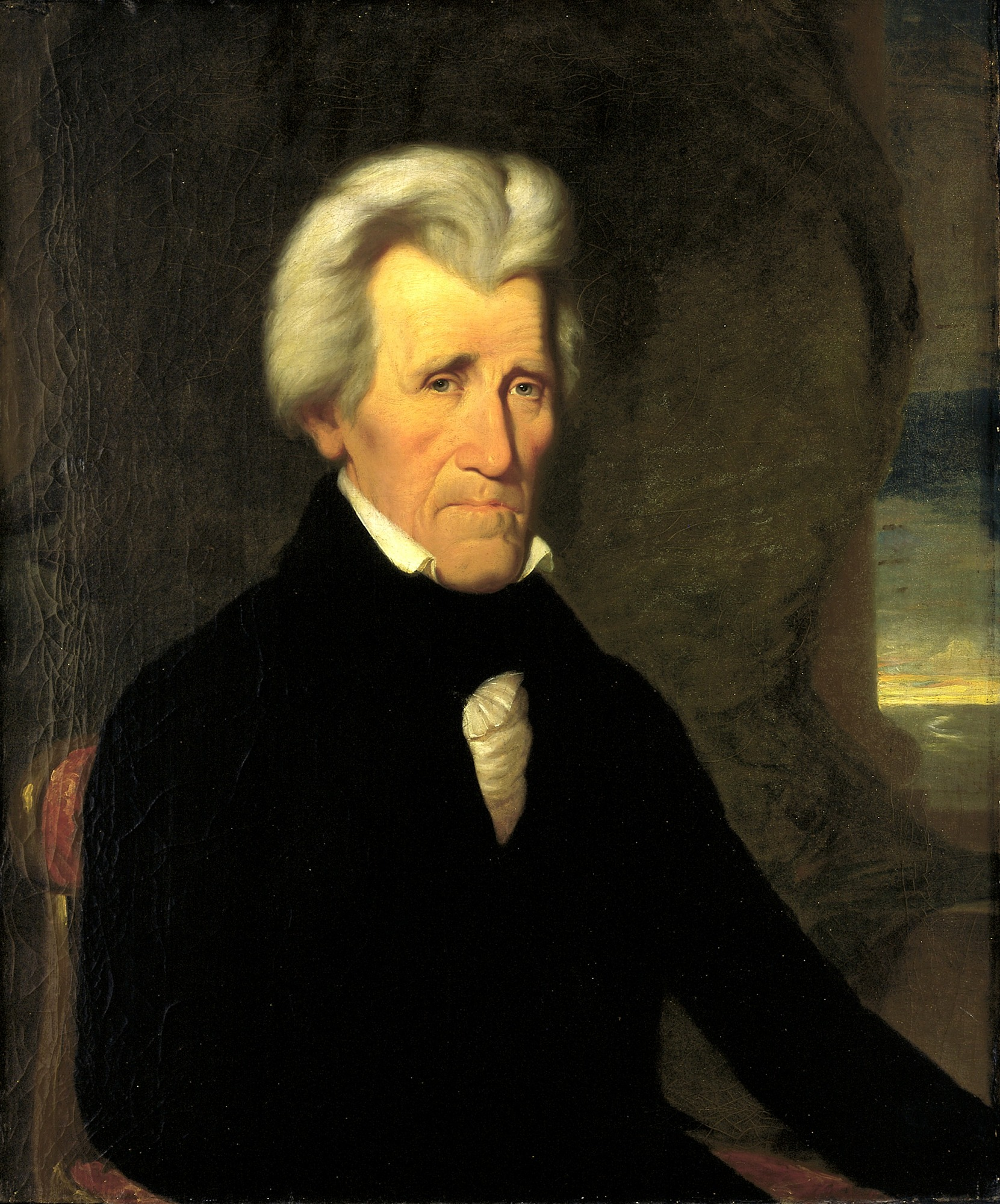
اندرو جکسون

دموکراسی جکسونی یک فلسفه سیاسی قرن‌نوزدهمی در ایالات متحده بود که حق رأی را به اکثر مردان سفید بالای 21 سال گسترش داد و شماری از نهادهای فدرال را بازسازی کرد. این حرکت که سرآغازش هفتمین رئیس جمهوری ایالات متحده، اندرو جکسون، و حامیانش بودند به مدت یک نسل بر جهان‌بینی سیاسی ملت آمریکا حکمفرما بود. از خود این اصطلاح تا دهۀ 1830 به طور فعال استفاده می‌شد.
این دوره که مورخان و دانشمندان علوم سیاسی آن را دوران جکسونی یا سیستم حزب دوم نامیده می‌نامند، تقریباً از انتخاب جکسون به عنوان رئیس‌جمهور در سال 1828 تا زمانی که با تصویب قانون کانزاس-نبراسکا در سال 1854 و تغییر چشمگیر سیاست آمریکا که از پیامدهای جنگ داخلی آمریکا برده‌داری به موضوع غالب تبدیل شد به طول انجامید. دموکراسی جکسونی زمانی پدیدار شد که حزب دموکرات-جمهوری‌خواه که مدتی طولانی بر فضای سیاسی ایالات متحده تسلط داشت حوالی انتخابات ریاست‌جمهوری ایالات متحده در سال 1824 دچار چنددستگی شد. طرفداران جکسون حزب مدرن دموکرات و رقبای سیاسی او جان کوئینسی آدامز و هنری کلی حزب جمهوری خواه ملی را ایجاد کردند که بعدتر با سایر گروه‌های سیاسی ضد جکسون ترکیب شد و حزب ویگ را تشکیل داد.
به طور کلی، ویژگی بارز آن دوران روحیه دموکراتیک بود. این فکر سیاسی مبتنی بر مشی سیاسی برابری‌خواهانۀ جکسون پس از پایان دادن به آن‌چه که او انحصار دولت در ید نخبگان می‌نامید بود. حتی قبل از شروع دوران جکسونی حق رای به اکثر شهروندان مرد بالغ سفیدپوست گسترش داده شده بود؛ دستاوردی که جکسونی‌ها آن را جشن گرفتند. دموکراسی جکسونی همچنین قدرت ریاست جمهوری و قوه مجریه را به هزینه کنگره ایالات متحده ارتقا داد و در عین حال به دنبال گسترش مشارکت عمومی در دولت بود. جکسونی‌ها خواهان انتخاب قضات و نه نصب آن‌ها بودند و بسیاری از مفاد قانون اساسی ایالتی را بازنویسی کردند تا ارزش های جدید را منعکس کنند. آنها از لحاظ ملی طرفدار توسعه طلبی جغرافیایی بودند و آن را با عبارت مانیفست سرنوشت توجیه می‌کردند. معمولاً بین جکسونی‌ها و ویگ‌ها اتفاق نظر وجود داشت که باید از جنگ بر سر برده‌داری اجتناب کرد.